# Mare aux Hippopotames
Mare aux Hippopotames (literalmente Laguna de los Hipopótamos) es un parque nacional y lago en el país africano de Burkina Faso, creado en 1937 y designado en 1977 como la única Reserva de Biosfera de la UNESCO en el país. El parque fue creado en torno a un lago de agua dulce, e incluye piscinas de los alrededores, llanuras, y los bosques circundantes. El parque es hogar de cerca de 100 hipopótamos y hay alrededor de 1000 ecoturistas cada año. Se encuentra a unos 60 kilómetros (37 millas) al norte de Bobo-Dioulasso, y tiene alrededor de 163 kilómetros cuadrados (63 millas cuadradas) de superficie. Se incluye en la Lista de Humedales Ramsar de importancia internacional.